# میل جنسی در انسان

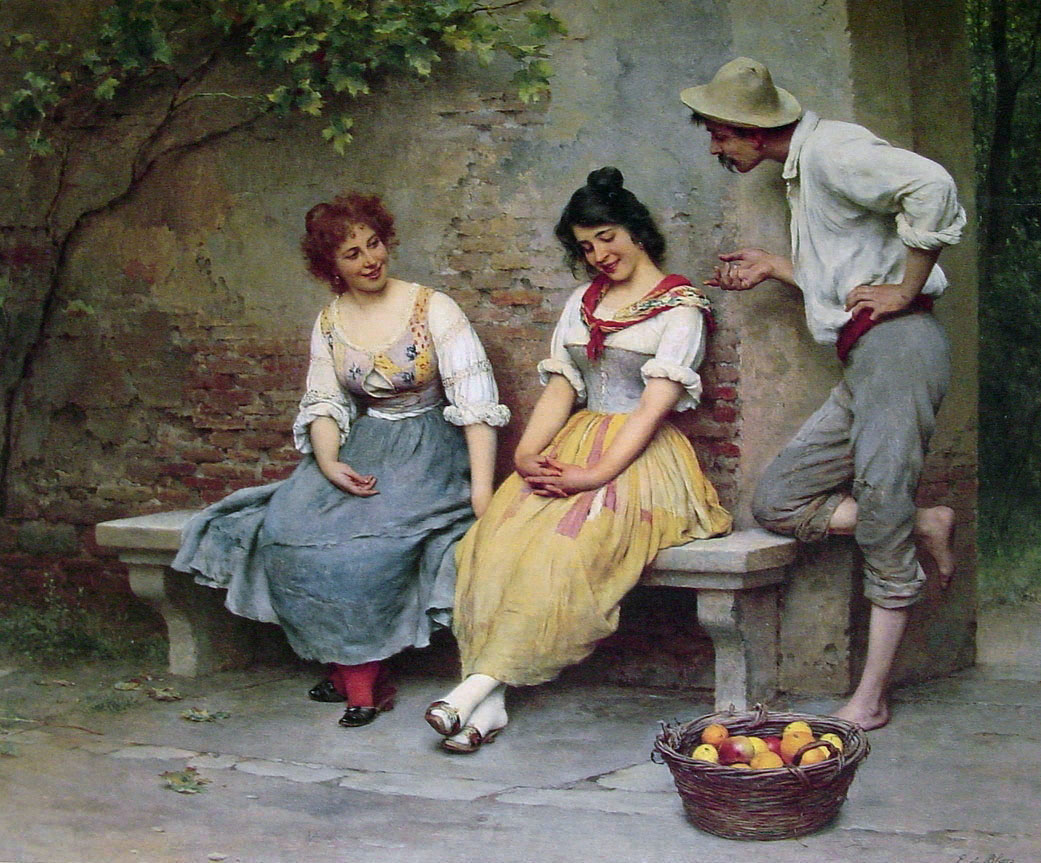
لاس‌زدن، اثری از یوجین دی‌بلاس

تمایلات جنسی انسان یعنی احساسات، رفتارها و علاقه‌هایی که افراد نسبت به عشق، رابطهٔ جنسی و صمیمیت با دیگران دارند. این موضوع می‌تواند شامل گرایش جنسی (مثلاً علاقه به جنس مخالف یا هم‌جنس)، احساسات عاطفی، و تأثیرات فرهنگی و اجتماعی باشد.
این موضوع جنبه‌های گوناگونی دارد؛ از جمله زیستی، روانی، جسمی، احساسی، شهوانی، اجتماعی و حتی معنوی. چون واژه‌ای گسترده و وابسته به دوره‌های تاریخی است، تعریف دقیق و ثابتی ندارد.
جنبه‌های زیستی و فیزیکی تمایلات جنسی بیشتر مربوط به کارکردهای تولیدمثلی بدن انسان است، از جمله روند پاسخ جنسی.
گرایش جنسی هر فرد هم به الگوی علاقهٔ او به جنس مخالف و/یا همجنس اشاره دارد.
در بُعد جسمی و عاطفی، روابط انسانی ممکن است از طریق احساسات عمیق یا ابراز فیزیکی عشق، اعتماد و توجه نشان داده شوند.
جنبه‌های اجتماعی مربوط به تأثیر جامعه بر تمایلات جنسی فرد است و جنبه‌های معنوی هم به ارتباط روحی فرد با دیگران برمی‌گردد.
تمایلات جنسی هم از فرهنگ، سیاست، قانون، اخلاق، مذهب و دیدگاه‌های فلسفی تأثیر می‌گیرد و هم بر آن‌ها اثر می‌گذارد.
معمولاً با رسیدن به دوران بلوغ، علاقه به فعالیت جنسی در افراد بیشتر می‌شود.
با اینکه هنوز نظریهٔ واحد و پذیرفته‌شده‌ای دربارهٔ علت گرایش جنسی وجود ندارد، پژوهش‌ها نشان می‌دهند که دلایل غیراجتماعی (یعنی زیستی و ژنتیکی) به‌ویژه در مردان نقش مهم‌تری دارند. فرضیه‌هایی که دلایل اجتماعی را مطرح می‌کنند، شواهد ضعیف و عوامل دخیل زیادی دارند. شواهد بین‌فرهنگی هم از این دیدگاه پشتیبانی می‌کنند، چون در فرهنگ‌هایی که با همجنس‌گرایی مشکلی ندارند، نرخ آن بالاتر از جاهای دیگر نیست.
دیدگاه‌های فرگشتی (تکاملی) در مورد جفت‌گیری انسان، تولیدمثل و راهبردهای آن، و نیز نظریهٔ یادگیری اجتماعی، زاویه‌های دیگری از تمایلات جنسی را بررسی می‌کنند.
جنبه‌های اجتماعی‌ـفرهنگی آن شامل تحولات تاریخی، باورهای مذهبی، هویت فرد در گروه‌های اجتماعی، بیماری‌های آمیزشی و روش‌های پیشگیری از بارداری نیز می‌شود.

## رشد

### گرایش جنسی
شواهد زیادی وجود دارد که نشان می‌دهد گرایش جنسی، به‌ویژه در مردان، بیشتر ریشهٔ درونی و زیستی دارد تا آموخته‌شده. این شواهد شامل ارتباط میان همجنس‌گرایی و ناهمخوانی جنسیتی در کودکی در فرهنگ‌های مختلف، تأثیرات ژنتیکی متوسط در مطالعات دوقلوها، نقش هورمون‌ها پیش از تولد در شکل‌گیری مغز، «اثر ترتیب تولد برادران»، و موارد نادری است که پسران به دلیل تفاوت‌های جسمی از نوزادی به‌عنوان دختر بزرگ شده‌اند اما باز هم به زنان جذب شده‌اند. فرضیه‌هایی که دلایل اجتماعی را مطرح می‌کنند، تنها شواهد ضعیفی دارند و با عوامل زیادی دچار اختلال می‌شوند.
شواهد میان‌فرهنگی نیز بیشتر از دیدگاه‌های زیستی حمایت می‌کند. برای نمونه، در فرهنگ‌هایی که با همجنس‌گرایی مدارا دارند، نرخ آن بیشتر از دیگر فرهنگ‌ها نیست. در مدارس شبانه‌روزی مختلط بریتانیا، رفتار همجنس‌گرایانه در میان پسران دیده می‌شود، ولی مردانی که در این مدارس درس خوانده‌اند، در بزرگسالی تمایل بیشتری به همجنس‌گرایی ندارند. در موردی افراطی، پسران قبیلهٔ مردم سامبیا در نوجوانی مجبور به انجام رفتارهای همجنس‌گرایانه هستند، اما بیشتر آن‌ها در بزرگسالی دگرجنس‌گرا می‌شوند.
هنوز مشخص نیست چرا ژن‌های مرتبط با همجنس‌گرایی در جمعیت انسانی باقی مانده‌اند. یکی از فرضیه‌ها به انتخاب خویشاوندی مربوط است؛ یعنی همجنس‌گرایان آن‌قدر به خویشاوندان خود کمک می‌کنند که نبود فرزندآوری شخصی‌شان جبران می‌شود. این فرضیه در فرهنگ‌های غربی پشتیبانی نمی‌شود، اما در مطالعاتی در ساموآ تا حدودی تأیید شده است. فرضیهٔ دیگر به درگیری جنسی ژن‌ها مربوط است؛ یعنی ژن‌هایی که در مردان موجب همجنس‌گرایی می‌شوند، ولی در زنان باروری را افزایش می‌دهند. این فرضیه هم در جوامع غربی و هم غیرب غربی پشتیبانی‌هایی یافته است.

### تفاوت‌های جنسیتی
نظریه‌های روان‌شناسی مختلفی دربارهٔ رشد و بروز تفاوت‌های جنسیتی در تمایلات جنسی انسان وجود دارد. بسیاری از این نظریه‌ها (از جمله نظریه روان‌کاوانه، زیست‌جامعه‌شناسی، نظریهٔ یادگیری اجتماعی، نظریه نقش اجتماعی، و نظریهٔ سناریو) پیش‌بینی می‌کنند که مردان معمولاً دید مثبت‌تری به روابط جنسی بدون تعهد (مانند رابطهٔ خارج از ازدواج) دارند و تمایل بیشتری به بی‌بندوباری جنسی (یعنی داشتن شریک‌های جنسی بیشتر) نشان می‌دهند. این پیش‌بینی‌ها با تفاوت‌هایی که در ایالات متحده میان نگرش زنان و مردان نسبت به رابطهٔ جنسی پیش از ازدواج دیده شده، هم‌خوانی دارد.
با این حال، در جنبه‌های دیگری از تمایلات جنسی مانند رضایت جنسی، میزان آمیزش جنسی دهانی، و دیدگاه نسبت به همجنس‌گرایی و خودارضایی، تفاوت چندانی بین زن و مرد دیده نمی‌شود. از نظر آماری، تفاوت میان تعداد شریک‌های جنسی زنان و مردان اندک است و مردان معمولاً تعداد کمی بیشتر از زنان دارند.

## جنبه‌های زیستی و فیزیولوژیکی
مانند دیگر پستانداران، انسان‌ها معمولاً به دو دستهٔ نر و ماده تقسیم می‌شوند.
جنبه‌های زیستی تمایلات جنسی انسان به دستگاه تولیدمثلی، چرخهٔ پاسخ جنسی، و عواملی می‌پردازد که بر آن‌ها اثر می‌گذارند. همچنین این جنبه‌ها شامل تأثیر عوامل زیستی بر دیگر ابعاد تمایلات جنسی است، مانند واکنش‌های جسمی و عصبی، وراثت، مسائل هورمونی، موضوعات جنسیتی، و اختلال‌های جنسی.

### ساختار بدنی و تولیدمثل
مردان و زنان از نظر ساختار بدنی بسیار به هم شبیه‌اند و این شباهت تا حدی به رشد دستگاه تولیدمثل آن‌ها نیز مربوط می‌شود. در بزرگسالی، زنان و مردان سیستم‌های تولیدمثلی متفاوتی دارند که به آن‌ها امکان انجام رابطهٔ جنسی و تولیدمثل را می‌دهد. واکنش آن‌ها به محرک‌های جنسی تقریباً مشابه است، با تفاوت‌های جزئی. زنان چرخهٔ تولیدمثلی ماهانه دارند، در حالی که تولید اسپرم در مردان به‌صورت پیوسته ادامه دارد.

#### مغز
هیپوتالاموس مهم‌ترین بخش مغز در عملکرد جنسی است. این ناحیه کوچک در پایهٔ مغز قرار دارد و از گروه‌هایی از سلول‌های عصبی تشکیل شده که از دستگاه لیمبیک پیام دریافت می‌کنند. مطالعات روی حیوانات آزمایشگاهی نشان داده‌اند که آسیب به برخی نواحی هیپوتالاموس باعث از بین رفتن رفتار جنسی می‌شود. این بخش به‌خاطر ارتباطش با هیپوفیز (که درست زیر آن قرار دارد) اهمیت دارد. هیپوفیز هورمون‌هایی را که در هیپوتالاموس و خود غده ساخته می‌شوند ترشح می‌کند.
چهار هورمون مهم جنسی عبارت‌اند از: اکسی‌توسین، پرولاکتین، هورمون محرک فولیکولی (FSH) و هورمون لوتئینی (LH).
اکسی‌توسین که گاهی «هورمون عشق» نامیده می‌شود، هنگام ارگاسم در هر دو جنس ترشح می‌شود. این هورمون نقشی کلیدی در ایجاد افکار و رفتارهایی دارد که به شکل‌گیری و تداوم رابطه‌های صمیمی کمک می‌کنند. همچنین در هنگام زایمان و شیردهی در بدن زنان آزاد می‌شود. پرولاکتین و اکسی‌توسین باعث تولید شیر در زنان می‌شوند.
هورمون محرک فولیکولی (FSH) باعث بلوغ تخمک و تخمک‌گذاری در زنان می‌شود و در مردان به تولید اسپرم کمک می‌کند.
هورمون لوتئینی (LH) نیز تخمک‌گذاری را تحریک می‌کند، یعنی موجب آزاد شدن تخمک بالغ می‌شود.

#### آناتومی و دستگاه تولیدمثل مردان
مردان دارای اندام‌های تولیدمثلی درونی و بیرونی هستند که برای تولیدمثل و انجام رابطهٔ جنسی کاربرد دارند. تولید اسپرم نیز مانند تخمک‌گذاری یک روند چرخه‌ای دارد، اما برخلاف چرخهٔ ماهانهٔ زنان، این چرخه در مردان به‌طور پیوسته انجام می‌شود و روزانه میلیون‌ها اسپرم تولید می‌شود.

##### اندام‌های بیرونی مردان

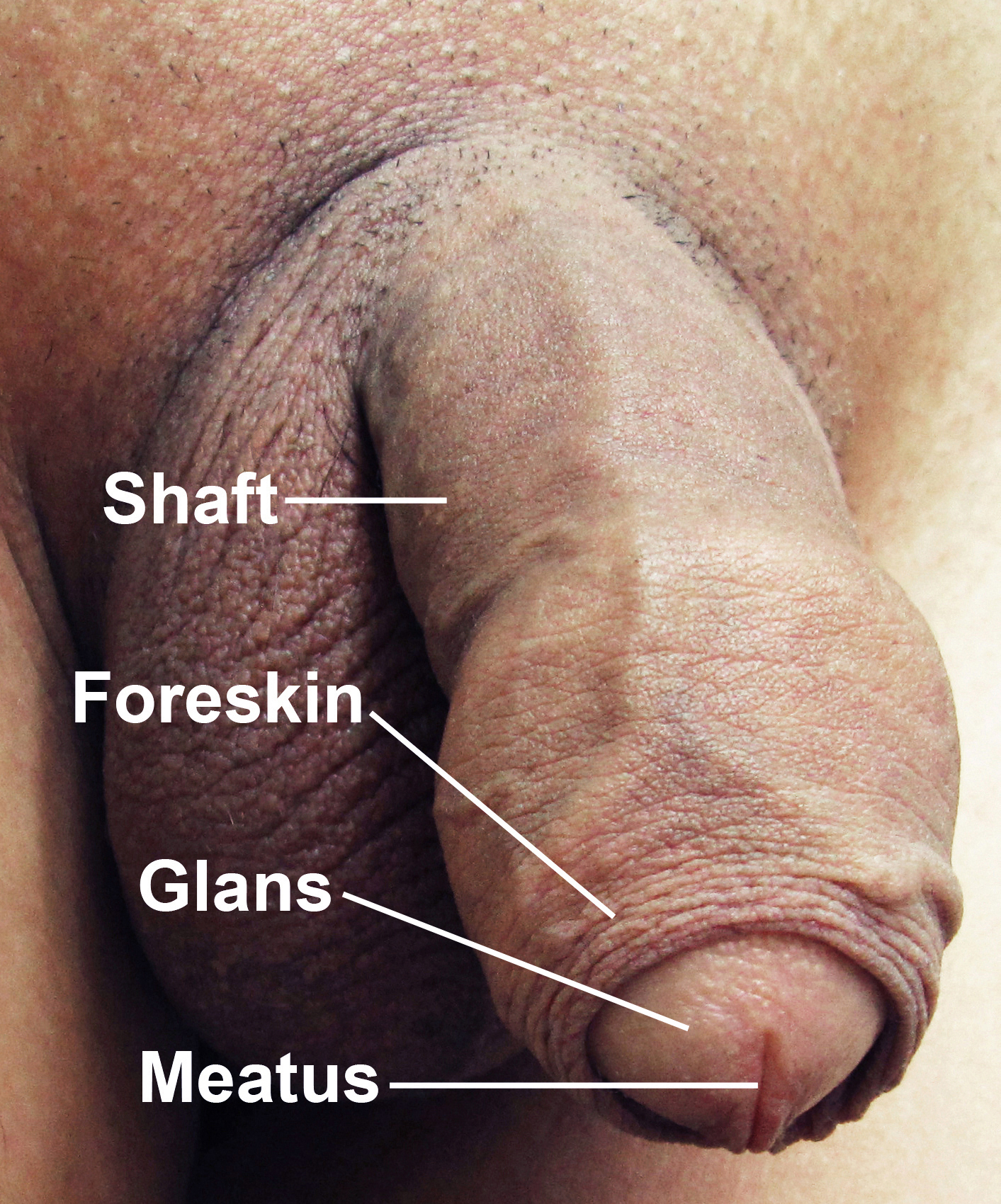
اندام‌های بیرونی مردان (بدون موی زائد)

اندام‌های بیرونی تولیدمثل مردان شامل آلت مردانه و کیسه بیضه هستند. آلت تناسلی مسیر عبور ادرار و منی است.
ساختار آن شامل اعصاب، رگ‌های خونی، بافت فیبری و سه استوانهٔ اسفنجی موازی است.
بخش‌های مختلف آلت مردانه شامل بدنهٔ آلت، سرنره (نوک آلت)، پایه، بدن غاری آلت (corpora cavernosa) و بدن اسفنجی (corpus spongiosum) می‌شوند.
دو استوانهٔ بدن غاری در بالا و در کنار هم قرار دارند، در حالی که بدن اسفنجی در زیر آن‌ها و در مرکز است و در انتها بزرگ شده تا نوک آلت را بسازد.
هنگام برانگیختگی جنسی، این بافت‌ها از خون پر شده و باعث نعوظ می‌شوند.